# 圣安东尼奥-阿巴泰
圣安东尼奥-阿巴泰（義大利語：Sant'Antonio Abate），是意大利坎帕尼亞大區那不勒斯廣域市的一个市镇。总面积7平方公里，人口19689人，人口密度2812.7人/平方公里（2009年）。ISTAT代码为063074。